# Mabel Strickland

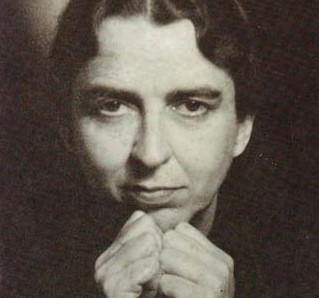
Mabel Strickland (1935)

Mabel Edeline Strickland, OBE (* 8. Januar 1899 in Lija; † 29. November 1988) war eine maltesische Politikerin und Journalistin.

## Leben
Mabel Strickland war die Tochter von Lady Edeline Sackville (1870–1918) und Gerald Strickland, 1. Baron Strickland, der von 1927 bis 1932 als Premierminister von Malta diente. Sie gründete mit ihrem Vater und ihrer Stiefmutter Margaret verschiedene Zeitungen. Von 1935 bis 1950 war sie Chefredakteurin der englischsprachigen Tageszeitung “The Times of Malta” und bis 1956 der Sonntagsausgabe „The Sunday Times of Malta“.
Strickland gründete 1953 die Progressive Constitutionalist Party (PCP, Progressive Verfassungspartei von Malta). Von 1962 bis 1966 hatte sie den einzigen Parlamentssitz dieser Partei inne.
Da Strickland unverheiratet blieb, vermachte sie ihr Erbe ihrem Neffen Robert Hornyold-Strickland und der Strickland-Stiftung.
| Personendaten    | Personendaten                                  |
| ---------------- | ---------------------------------------------- |
| NAME             | Strickland, Mabel                              |
| ALTERNATIVNAMEN  | Strickland, Mabel Edeline (vollständiger Name) |
| KURZBESCHREIBUNG | maltesische Politikerin und Journalistin       |
| GEBURTSDATUM     | 8. Januar 1899                                 |
| GEBURTSORT       | Lija, Malta                                    |
| STERBEDATUM      | 29. November 1988                              |
| STERBEORT        | Malta                                          |